# Janez Jug
Janez Jug, slovenski politik, poslanec in ekonomist, * 6. junij 1947, Izola, † 26. september 2011.
Od junija 2005 do svoje smrti, septembra 2011 je bil v.d. oz. direktor Fundacije za financiranje invalidskih in humanitarnih organizacij.

## Življenjepis
Šolanje je končal na Srednji pomorski šoli Portorož in Višji pomorski šoli, ob delu na vodilnem mestu v izolski Mehanotehniki (Mehanotehnika)  je študiral in diplomiral na mariborski Ekonomsko-poslovni fakulteti  ter kasneje opravil  magisterij iz poslovne politike in organizacije na Ekonomski fakulteti v Ljubljani. V svoji karieri je bil direktor Gasilske brigade Koper, direktor Banke Koper, direktor Bolnišnice Izola, direktor Radia Koper Capodistria, direktor Zdravstvenega doma Izola  in neprofesionalni podžupan Občine Izola.
Leta 1990 je bil izvoljen v zbor občin tedanje Skupščine RS, leta 1993 je postal nadomestni član 1. državnega zbora Republike Slovenije (namesto Jaše Zlobca, julija 1996 pa izstopil iz poslanske skupine LDS in postal samostojni poslanec; v tem mandatu je bil član naslednjih delovnih teles:
- Komisija za vprašanja invalidov (podpredsednik),
- Komisija za narodni skupnosti (od 29. oktobra 1993),
- Odbor za gospodarstvo (od 29. oktobra 1993),
- Odbor za nadzor proračuna in drugih javnih financ (od 25. maja 1995) in
- Odbor za zdravstvo, delo, družino in socialno politiko (29. oktober 1993-25. april 1995).

Po ustanovitvi svoje stranke Slovenski forum leta 1996 do leta 2005, ko je postal v.d. direktorja FIHO, so mu bila vsa vrata za redno zaposlitev zaprta. V tem času je honorarno predaval na Ljudski univerzi v Kopru, kasneje pa še na Višji poslovni šoli B2  v Ljubljani.
Leta 2005 je postal v.d. direktorja Fundacije za financiranje invalidskih in humanitarnih organizacij, nato pa je bil 3. junija istega leta izvoljen za predsednika fundacije. Leta 2008 ga je vlada imenovana na mesto direktorja fundacije; ta položaj je zasedal vse do smrti.